# Diogo Pimentel
Diogo Miguel Zambujo Pimentel (* 16. Juli 1997 in Alentejo, Portugal) ist ein portugiesisch-luxemburgischer Fußballspieler.

## Karriere

### Verein
Pimentel wurde in Portugal geboren und spielte dort in den Jugendmannschaften des Ginásio Clube Figueirense und Despertar SC. 2014 zog er mit seinen Eltern nach Luxemburg und dort war der damals 16-jährige zuerst für den FC Jeunesse Schieren aktiv. Zwei Jahre später ging er weiter zum damaligen Zweitligisten Etzella Ettelbrück. Mit dem Verein schaffte er 2018 den Aufstieg in die BGL Ligue. Zur Saison 2020/21 nahm ihn dann Ligarivale CS Fola Esch unter Vertrag und schon Ende der ersten Spielzeit wurde er mit seiner neuen Mannschaft luxemburgischer Meister. Anschließend nahm Pimentel mit Fola an der 1. Qualifikationsrunde zur Champions League teil, wo man gegen die Lincoln Red Imps aus Gibraltar verlor. In der folgenden Europa-Conference-League-Qualifikation erreichte man die Play-offs. Am 10. Januar 2022 gab dann der dänische Zweitligist Jammerbugt FC die Ausleihe des Spielers bekannt. Mit dem Verein stieg er am Saisonende in die Drittklassigkeit ab und Pimentel kehrte nach Luxemburg zurück. Doch schon ein halbes Jahr später wechselte er dann von Fola weiter zum Ligarivalen FC UNA Strassen.

### Nationalmannschaft
Im Herbst 2021 stand Pimentel vier Mal im Kader der luxemburgischen A-Nationalmannschaft, ohne dass es zu einem Einsatz kam. Nationaltrainer Luc Holtz berief ihn im September 2022 für die beiden abschließenden Begegnungen in der UEFA Nations League 2022/23 erneut in das Aufgebot der Nationalmannschaft. Beim finalen Gruppenspiel gegen Litauen (1:0) wurde Pimentel in der letzten Minute der Nachspielzeit für Sébastien Thill eingewechselt.

## Erfolge
- Luxemburgischer Meister: 2021